# Sgùrr nan Clach Geala
Der Sgùrr nan Clach Geala ist ein als Munro und Marilyn eingestufter, 1.093 m (3.586 ft) hoher Berg in den schottischen Highlands. Sein gälischer Name kann in etwa mit Spitze der weißen Steine übersetzt werden. Er liegt in der Berggruppe der Fannichs, gut 50 Kilometer nordwestlich von Inverness und ist deren zweithöchster Gipfel.
Ähnlich wie der östlich benachbarte, etwas höhere Sgùrr Mòr besitzt der im zentralen Bereich der Fannichs nördlich von Loch Fannich liegende Sgùrr nan Clach Geala einen markanten kegelförmigen Gipfelaufbau. Auf seiner Ostseite ist der Kegel jedoch durch ein tief eingeschnittenes, fast bis zum durch einen Trigonometrischen Punkt gekennzeichneten Gipfel reichendes Felskar unterbrochen, auch die weitere Ostseite des Berges ist durch steile Felspartien geprägt. Nach Norden und Süden verbinden Grate den Sgùrr nan Clach Geala mit den benachbarten Gipfeln der Fannichs. Im Norden schließt sich nach einem auf etwa 870 m Höhe liegenden Sattel der 961 m (3.153 ft) hohe Càrn na Crìche an, der aufgrund seiner geringen Schartenhöhe lediglich als Vorgipfel und Munro-Top des Sgùrr Mòr eingestuft wird. Nordwestlich des Càrn na Crìche schließt sich über einen auf rund 820 m Höhe liegenden Sattel der 934 m (3.064 ft) hohe Meall a’ Chrasgaidh an. Zusammen mit der Westflanke des südlich an den Càrn na Criche anschließenden Sgùrr Mòr umschließt der Sgùrr nan Clach Geala mit seiner felsdurchsetzten steilen Ostseite das tief eingeschnittene Coire Mòr. Nach Südosten fällt der Sgùrr nan Clach Geala moderat bis zu einem Sattel auf etwa 550 m Höhe ab. Dieser Sattel trennt die östlichliegende Hauptkette der Fannichs von einer kleineren, westlich anschließenden Gruppe von Gipfeln ab. Direkt auf den Sattel folgt der 999 m (3.278 ft) hohe Sgùrr Breac. Direkt nach Süden führt ein Grat bis zum Sattel Cadha na Guite, auf dessen Ostseite das steile felsige Coireag Cadh a’ Bhocain abfällt. Der 922 m (3.025 ft) hohe Sgùrr nan Each schließt sich südlich an.

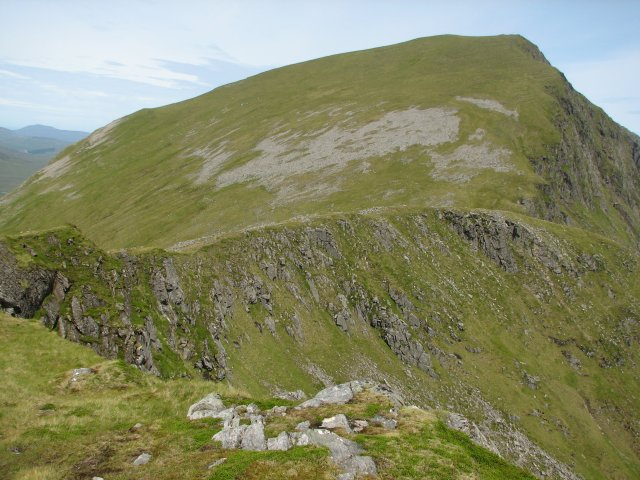
Blick von Süden aus dem Coireag Cadh a’ Bhocain zum Gipfelbereich des Sgùrr nan Clach Geala
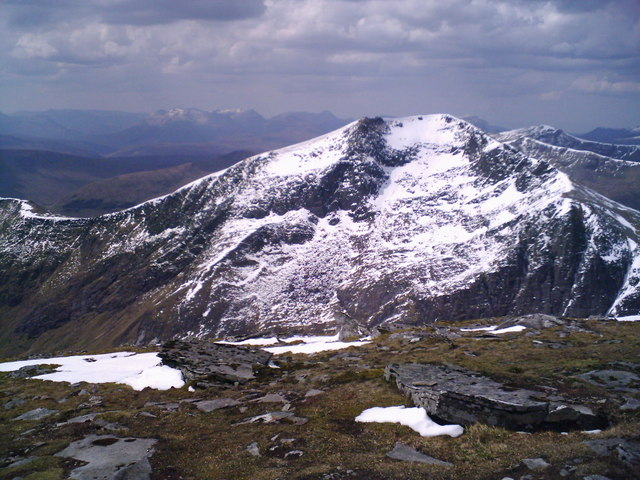
Der Sgùrr nan Clach Geala vom östlich benachbarten Sgùrr Mòr aus gesehen
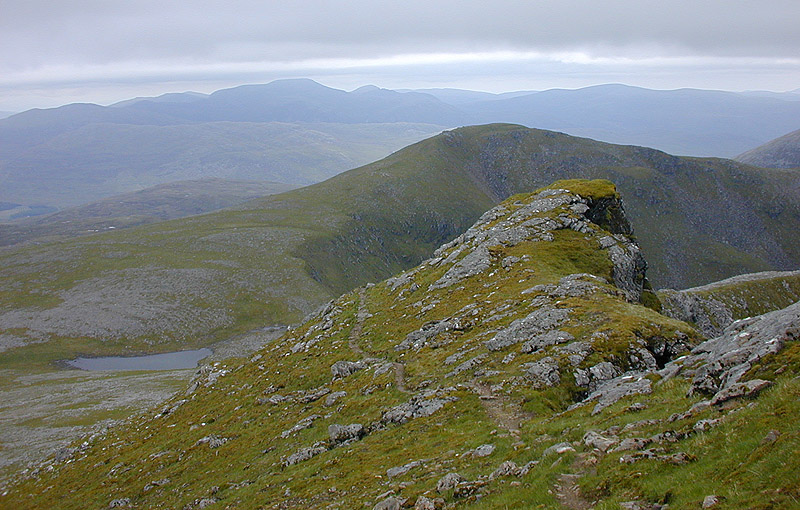
Der Ostgrat des Sgùrr nan Clach Geala, Blick zum nördlich benachbarten Càrn na Crìche, einem Vorgipfel des Sgùrr Mòr
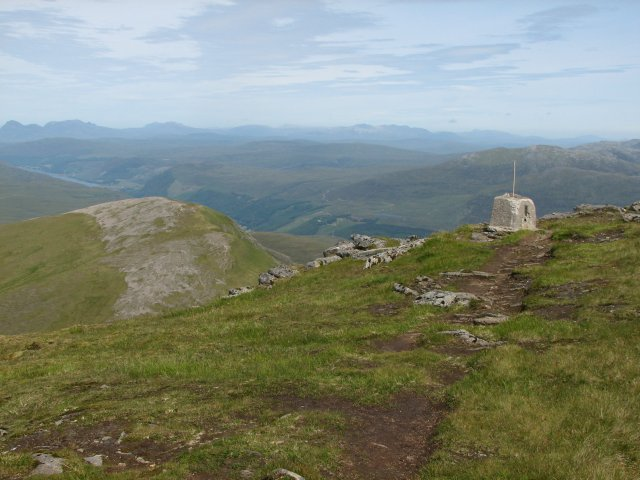
Der Gipfelbereich des Sgùrr nan Clach Geala, links im Hintergrund der Meall a’ Chrasgaidh

Die zentrale Kette der Fannichs liegt abseits öffentlicher Straßen und erfordert relativ lange Anstiege. Viele Munro-Bagger besteigen den Sgùrr nan Clach Geala im Rahmen einer Rundtour über weitere Munros der Bergkette, meistens über den Meall a’ Chrasgaidh und den Sgùrr nan Each oder den Sgùrr Breac. Ausgangspunkt für eine Besteigung des Sgùrr nan Clach Geala ist ein Abzweig von der A832 westlich von Braemore Junction in der Nähe des Ostendes von Loch a’ Bhraoin. Über Jagdpfade ist die Westflanke des Berges erreichbar. Ein Aufstieg führt weglos über die Westflanke des Meall a’ Chrasgaidh und dessen Gipfel und weiter über den Verbindungssattel bis zum Gipfel des Sgùrr nan Clach Geala. Alternativ ist auch über den Sattel zwischen Sgùrr nan Clach Geala und Sgùrr Breac und die Südwestseite des Berges querend der Anstieg bis an den Beginn des Südgrats möglich, über diesen kann der Gipfel erreicht werden.